# Rhodostrophia bicolor
Rhodostrophia bicolor là một loài bướm đêm trong họ Geometridae.